# Slatina (Preseka)
Slatina je naseljeno mjesto u Republici Hrvatskoj u Zagrebačkoj županiji. 

## Zemljopis
Administrativno je u sastavu općine Preseka. Naselje se proteže na površini od 4,06 km².

## Stanovništvo
Prema popisu stanovništva iz 2001. godine u naselju Slatina živi 121 stanovnik i to u 34 kućanstva. Gustoća naseljenosti iznosi 29,80 st./km².
| broj stanovnika | 130   | 134   | 153   | 174   | 213   | 243   | 215   | 256   | 213   | 210   | 200   | 179   | 143   | 130   | 121   | 117   | 91    |
|                 | 1857. | 1869. | 1880. | 1890. | 1900. | 1910. | 1921. | 1931. | 1948. | 1953. | 1961. | 1971. | 1981. | 1991. | 2001. | 2011. | 2021. |